# Luminița Gogîrlea
Luminița Gogîrlea (n. 5 noiembrie 1971, Târgu Cărbunești, România) este o fostă alergătoare română.

## Biografie
În 2002 a absolvit cursurile Facultății de Educație Fizică și Sport, din cadrul Universității Babeș-Bolyai, Cluj-Napoca cu diplomă de licență. Ea este multiplă campioană națională și balcanică în probele de 1500 m, 3000 m, 5000 m, cros, semimaraton și maraton. La Campionatul European în sală din 1996 a ocupat locul 6 la 3000 m. Anul următor s-clasat pe locul 9 la Campionatul Mondial în sală de la Paris și pe locul 6 la Universiada de la Catania.
În anul 1998 atleta a obținut locul 4 în proba de 1500 m la Campionatul European în sală de la Valencia. În același an a cucerit la Ferrara medalia de bronz la Campionatul European de Cros cu echipa României alături de Cristina Iloc și Constantina Diță. La Universiada din 1999 de la Palma de Mallorca Luminița Gogîrlea a câștigat medalia de argint la 1500 m în urma compatrioatei Elena Buhăianu.
A primit titlul de Maestră a Sportului în 1991. În 2004 ea a primit Medalia „Meritul Sportiv” clasa I.

## Realizări
| An   | Competiție                    | Locație                   | Loc | Eveniment | Note     |
| ---- | ----------------------------- | ------------------------- | --- | --------- | -------- |
| 1994 | Campionatul Mondial de Cros   | Budapesta, Ungaria        | 120 | 6,22 km   | 22:51    |
| 1994 | Campionatul Mondial de Cros   | Budapesta, Ungaria        | 11  | echipe    | 22:51    |
| 1996 | Campionatul European în sală  | Stockholm, Suedia         | 6   | 3000 m    | 8:56,29  |
| 1996 | Campionatul Mondial de Ekiden | Copenhaga, Danemarca      | 2   | ekiden    | 2:18:41  |
| 1996 | Campionatul European de Cros  | Charleroi, Belgia         | 36  | 4,6 km    | 18:15    |
| 1996 | Campionatul European de Cros  | Charleroi, Belgia         | 6   | echipe    | 18:15    |
| 1997 | Campionatul Mondial în sală   | Paris, Franța             | 9   | 3000 m    | 9:00,75  |
| 1997 | Universiada                   | Catania, Italia           | 6   | 1500 m    | 4:13,44  |
| 1998 | Campionatul European în sală  | Valencia, Spania          | 4   | 1500 m    | 4:16,68  |
| 1998 | Campionatul Mondial de Ekiden | Manaus, Brazilia          | 3   | ekiden    | 2:24:13  |
| 1998 | Campionatul European de Cros  | Ferrara, Italia           | 16  | 5,6 km    | 18:57    |
| 1998 | Campionatul European de Cros  | Ferrara, Italia           | 3   | echipe    | 18:57    |
| 1999 | Campionatul Mondial de Cros   | Belfast, Irlanda de Nord  | 33  | 8 km      | 29:47    |
| 1999 | Campionatul Mondial de Cros   | Belfast, Irlanda de Nord  | 5   | echipe    | 29:47    |
| 1999 | Campionatul Mondial de Cros   | Belfast, Irlanda de Nord  | 23  | 4,2 km    | 16:05    |
| 1999 | Campionatul Mondial de Cros   | Belfast, Irlanda de Nord  | 5   | echipe    | 16:05    |
| 1999 | Universiada                   | Palma de Mallorca, Spania | 2   | 1500 m    | 4:14,61  |
| 1999 | Universiada                   | Palma de Mallorca, Spania | 12  | 5000 m    | 16:41,98 |
| 2000 | Campionatul European în sală  | Gent, Belgia              | 14  | 3000 m    | 9:06,47  |
| 2002 | Campionatul Mondial de Cros   | Dublin, Irlanda           | 72  | 4,2 km    | 14:59    |
| 2002 | Campionatul Mondial de Cros   | Dublin, Irlanda           | 9   | echipe    | 14:59    |

## Recorduri personale
| Probă          | Performanță | Dată          | Locație           |
| -------------- | ----------- | ------------- | ----------------- |
| 1500 m         | 4:09,38     | 25 mai 1996   | Villeneuve d'Ascq |
| 3000 m         | 9:15,89     | 29 iunie 1996 | Bergen            |
| 1500 m în sală | 4:07,51     | 25 mai 1997   | București         |
| 3000 m în sală | 8:56,29     | 9 martie 1996 | Stockholm         |